# Giovan Giuseppe della Croce
Giovan Giuseppe della Croce, (nel martirologio romano Giovanni Giuseppe della Croce) al secolo Carlo Gaetano Calosirto conosciuto anche come il più bel fiore d'Aenaria (Ischia, 15 agosto 1654 – Napoli, 5 marzo 1734), fu un presbitero dell'Ordine dei Frati Minori alcantarini. Il 26 maggio 1839 è stato proclamato santo da papa Gregorio XVI e la sua memoria liturgica cade il 5 marzo. La sua festa patronale è la prima domenica di settembre.

## Biografia
Nacque a Ischia, nel borgo di Ischia Ponte, il 15 agosto del 1654, con il nome di Carlo Gaetano Calosirto. Figlio del nobile Giuseppe Calosirto e di donna Laura Gargiulo, frequentò nell'isola i padri agostiniani, da cui ricevette la prima formazione umanistica e religiosa; a 15 anni scelse la vita religiosa per la grande attrazione che esercitava sul suo animo, aderendo ai Francescani scalzi della Riforma di san Pietro d'Alcantara, detti anche alcantarini dal nome del riformatore, dipendenti dal convento di Santa Lucia al Monte in Napoli.
Lascerà l'isola facendovi ritorno solo due volte, una volta per assistere la madre malata, la seconda per propri motivi di salute.
Cambiò il nome in quello di Giovanni Giuseppe della Croce e fece il noviziato sotto la guida di padre Giuseppe Robles. Nel gennaio 1671 fu inviato insieme ad altri 11 frati, di cui era il più giovane, presso il santuario di Santa Maria Occorrevole a Piedimonte d'Alife, dove grazie alla sua fattiva opera fu costruito un convento e dove divenne sacerdote il 18 settembre 1677, nella Chiesa di Santa Maria Maggiore, in Piedimonte Matese.
Durante la sua permanenza a Piedimonte, fece costruire in una zona più nascosta del bosco un altro piccolo convento, detto "la solitudine", ancora oggi meta di pellegrinaggi, per favorire il raccoglimento durante la preghiera; per parecchi anni guidò contemporaneamente il noviziato a Napoli come maestro, e il convento a Piedimonte come padre guardiano, adoperandosi tra l'altro in forma molto attiva per la costruzione del convento del Granatello in Portici (Napoli).
Agli inizi del Settecento l'Ordine Francescano subì una crisi organizzativa, dovuta ai gravi dissensi sorti fra gli alcantarini provenienti dalla Spagna e quelli italiani: questo provocò la separazione dei due gruppi, e gli spagnoli ottennero il convento di Santa Lucia al Monte e del Granatello. Padre Giovan Giuseppe, nominato capo e guida del gruppo italiano, dovette barcamenarsi fra tutte le difficoltà che venivano poste dai confratelli spagnoli, richiamando i circa 200 confratelli a una più stretta osservanza della Regola.
Scaduto il suo mandato, ebbe dall'arcivescovo di Napoli, cardinale Francesco Pignatelli, l'incarico di dirigere settanta fra monasteri e ritiri napoletani; uguale incarico ebbe anche dal cardinale Innico Caracciolo per la diocesi di Aversa. Essendo uno stimato direttore spirituale, a lui si rivolsero personaggi famosi, come i futuri santi Maria Francesca delle Cinque Piaghe, Alfonso Maria de' Liguori e Francesco De Geronimo. Ebbe numerosi carismi, come la bilocazione, la profezia, la lettura dei cuori, la levitazione, e apparizioni della Madonna e di Gesù Bambino. Gli furono attribuiti miracoli, come quello della resurrezione del marchesino Gennaro Spada; testimoni riferirono inoltre di averlo visto passare per le strade di Napoli sollevato di un palmo da terra, in completa estasi.
Dedito ad una estrema povertà, è soprannominato dai suoi contemporanei "Frate cento pezze" per l'abito logoro che soleva portare.
Il 22 giugno 1722, con decreto pontificio, i due rami alcantarini furono nuovamente unificati e quindi anche il convento di Santa Lucia al Monte ritornò ai frati italiani, ed è lì che Giovan Giuseppe della Croce, dopo averci vissuto per altri dodici anni, morì il 5 marzo 1734; la sua tomba, posta nel convento, è stata ed è tuttora oggetto di grande devozione da parte dei napoletani, che lo elessero loro compatrono nel 1790.
Beatificato da papa Pio VI il 24 maggio 1789, fu poi elevato agli onori degli altari come santo da papa Gregorio XVI il 26 maggio 1839, insieme ad altri quattro santi: San Francesco De Geronimo, Sant' Alfonso Maria de' Liguori, San Pacifico da San Severino e Santa Veronica Giuliani.
Il vescovo di Ischia, Monsignor Filippo Strofaldi, ottenne che le spoglie del santo venissero trasferite da Santa Lucia al Monte in Napoli alla chiesa di Sant’Antonio dei Frati Minori, a Ischia Ponte, dove sono custodite dal 30 settembre 2003 e vengono portate in processione al Santuario in occasione dei festeggiamenti.

## Culto

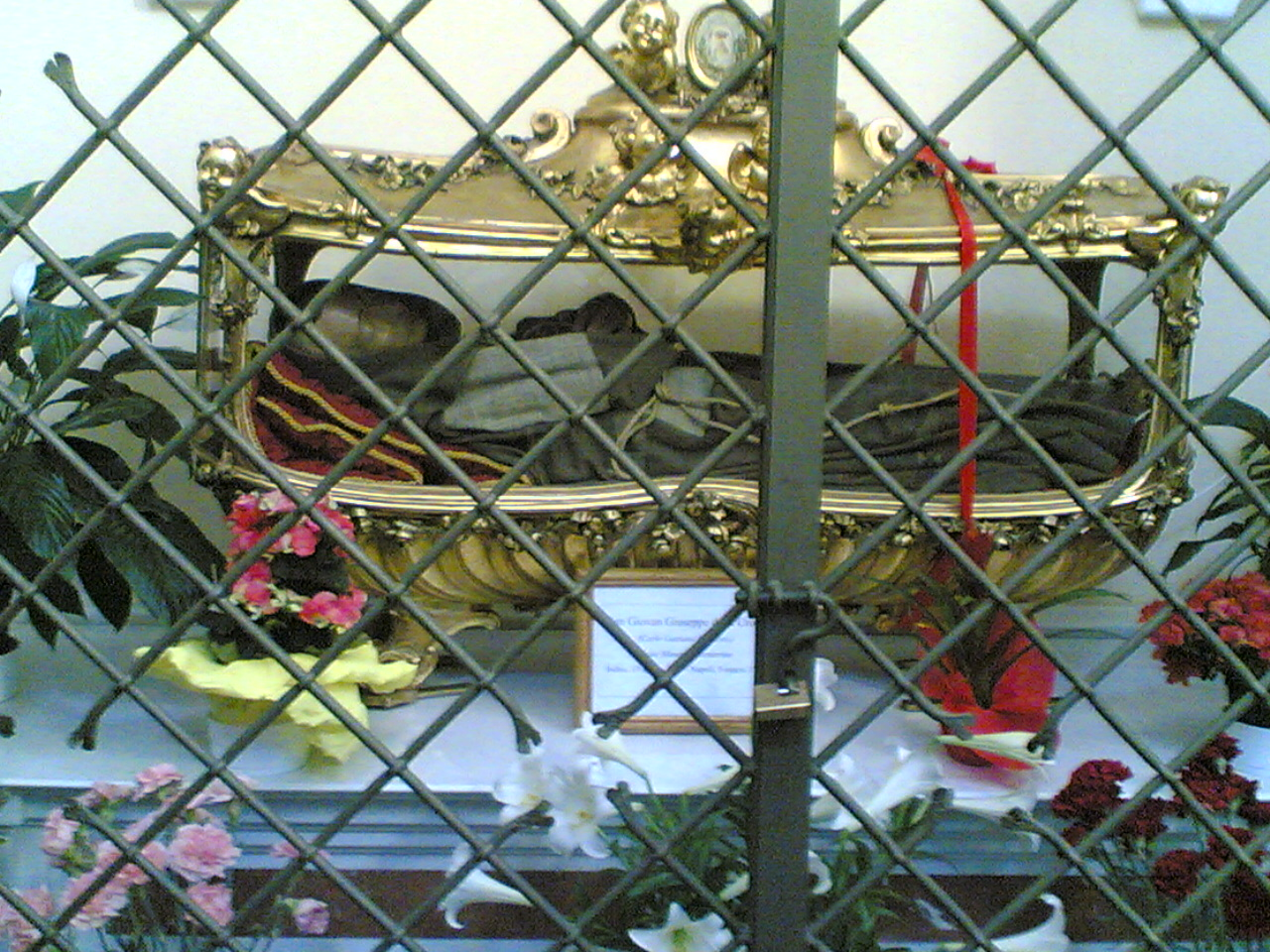
Urna contenente le reliquie di san Giovanni Giuseppe della Croce nella chiesa di Sant'Antonio dei Frati Minori a Ischia Ponte.

Il 4 ottobre 1779 papa Pio VI ne dichiarò l'eroicità delle virtù nella chiesa francescana di Santa Maria in Aracoeli, proclamandolo successivamente beato nella Basilica di San Pietro in Vaticano il 24 maggio 1789. Il 26 maggio 1839 fu canonizzato da papa Gregorio XVI.
Gli è consacrata una cappella nel Castello Aragonese di Ischia, all'interno della galleria fatta costruire nel 1441 da Alfonso V d'Aragona. Questa cappella, originariamente dedicata a san Leonardo abate, custodiva al suo interno una pala della Madonna della Libera, ai cui piedi si sarebbero inginocchiati i genitori del santo per impetrarne la guarigione dai bubboni della peste.
Secondo altre fonti, invece, tale evento miracoloso sarebbe avvenuto nella omonima chiesetta presente sul castello, la cui pala trecentesca è oggi conservata nell'attuale cattedrale. Nel borgo di Totari della cittadina casertana di Alife, negli anni ottanta del Novecento è stata eretta una chiesa parrocchiale, a lui dedicata in quanto patrono del borgo e compatrono dell'unità pastorale alifana. Le sue spoglie, durante il pellegrinaggio nella diocesi di Alife, si fermarono in questa chiesa (all'epoca appena eretta), come segno del profondo legame tra il santo alcantarino e le popolazioni alifane. Nella chiesa si trova una pregevole statua policroma del santo patrono, realizzata a Ortisei presso il laboratorio d'arte sacra di Ferdinando Perathoner.

### Festeggiamenti
Nel 1963 la Sacra Congregazione dei Riti, lo proclama patrono principale della Diocesi di Ischia,  è, inoltre patrono del comune di Ischia, patrono secondario di Casamicciola terme e uno dei 52 compatroni della città di Napoli. La prima domenica di settembre vengono organizzati festeggiamenti pubblici della durata di quattro giorni nelle strade dell'antico borgo di Ischia Ponte; le reliquie del santo sono portate in processione lungo le strade della città e per mare, con un corteo costituito dalle barche dei pescatori. Ad Ischia il Santuario è la Chiesa Collegiata dello Spirito Santo. Il 5 marzo si celebra la festa religiosa, con novena e processione, anche nel borgo Totari di Alife; il martedì in Albis il santo è festeggiato presso il santuario di Santa Maria Occorrevole (sulle alture di Piedimonte Matese, nella diocesi di Alife), con il tradizionale pellegrinaggio a piedi lungo un antico sentiero in pietra, in prossimità dell'antico convento francescano.

### La casa natale
Seppur trasformata in cappella e, quindi, ampiamente rimaneggiata, è possibile visitare la casa dove nacque il santo nel Borgo di Ischia Ponte. L'agiografia racconta, infatti, che la madre, sorpresa dalle doglie del parto, fu soccorsa dagli astanti e aiutata a partorire in una casa vicina. Al suo interno un altare e alcuni ex-voto ricordano il passaggio del santo in questo luogo. Nulla resta invece della casa dove visse.